# غرس (تقويم الأسنان)
الغرس في مجال تقويم الأسنان هو غرس السن جزئيًا في العظم. يجري الغرس في تقويم الأسنان من أجل تصحيح العضة الأمامية العميقة أو في بعض الحالات من أجل غرز الأسنان الخلفية البازغة بشدة دون وجود أسنان مقابلة. يمكن أن يحدث الغرس  بطرق متعددة ويتكون من عدة أنواع مختلفة. كان الغرس موضع شك في البداية خلال تاريخ تقويم في أوائل القرن العشرين وكان معروفًا تسببه بآثار حول اللثة كارتشاف الجذر والانحسار اللثوي مثلًا. ومع ذلك عُرض الغرس الناجح عن طريق تطبيق قوى خفيفة مستمرة في منتصف الخمسينيات. عرّف تشارلز جيه بيرستون الغرس على أنه «الحركة الذروية لمركز الجذر في المستوى الإطباقي أو المستوي القائم على المحور الطولي للسن».

## أنواعه

### الغرس الحقيقي
يتضمن هذا النوع من الزرع غرسًا حقيقيًا للقواطع الأمامية دون أي بزوغ للأسنان الخلفية. حيث تتحرك القواطع الأمامية، حسب القوس السني، نحو العظم بينما تبقى الأسنان الخلفية ثابتة، وذلك على عكس الغرس النسبي الذي يحدث فيه بزوغ للأسنان الخلفية من العظم. من المعروف أن القوة المستمرة واللطيفة هي التي تحقق الغرس الحقيقي. ويمكن تحقيق هذا الغرس باستخدام تقنيات مثل ميكانيكا القوس المقسّم أو من خلال استخدام أجهزة التثبيت المؤقتة (TADs) في المنطقة الأمامية. 

### الغرس النسبي
يحصل هذا النوع من الغرس عند غرس الأسنان الخلفية من أجل تصحيح العضة العميقة. لا تتحرك الأسنان الأمامية لأعلى أو لأسفل في هذا النوع من الغرس. يمكن أن يحصل الغرس النسبي بطرق مختلفة مثل استخدام أسلاك تعاكس قوس سبي، وكوابح العضة الأمامية، والتبزيغ الرحوي باستخدام الأجهزة الوظيفية مثل أجهزة توين-بلوك. يمكن إجراء هذا النوع من الحركة في المرضى من المراهقين الذين لديهم ميل لحدوث عضة عميقة.